# キン肉真弓
- キン肉マン > キン肉マンの登場人物 > キン肉真弓
- キン肉マンII世 > キン肉マンII世の登場人物 > キン肉真弓

キン肉真弓（キンにくまゆみ）は、ゆでたまごの漫画『キン肉マン』およびその続編『キン肉マンII世』に登場する架空の人物。作中では主にキン肉大王と呼ばれる。
同作に多数登場する、人間を遥かに超える能力を持つ「超人」の一人である。

## 人物
第57代キン肉星大王。本編の主人公キン肉マン（キン肉スグル）と、キン肉アタルの父。キン肉タツノリの息子で、ネメシス（キン肉サダハル）の甥にあたる。妻はキン肉小百合。
額に「王」の文字があり、両頬の下のモミアゲと濃い体毛が特徴。ショートタイツとブーツにマントを羽織った姿でいることが多いが、胸に「MAYUMI」と描かれたシャツを着ている場面もある。性格は息子スグルと同様かなりお茶目。しかし生まれたばかりのスグルを見て何度も首を絞めかけたり、長男アタルの気持ちを考えず大王となるためのスパルタ教育を施すなどかつては危険な面もあった（その結果、アタルには逃げられた）。しかし正義超人としての意志は強く、地球の平和を守るためにミートの力が必要だとミンチ（ミートの実父）に諭すなど地球の平和を願う一面もある。
作中ではキン肉マンのセコンドやトレーナーを務めることが多く、超人史の伝説などを語る場面も多い。ミートと共に、試合から逃げ出すキン肉マンを連れ戻すこともある。恐妻家であり、妻でキン肉星王妃の小百合には頭が上がらず、よく突っ込みを入れられる。
かつては超人オリンピックのV2チャンピオン（第9回・10回）および宇宙格闘技チャンピオンであった。超人オリンピック大会委員長のハラボテ・マッスルとは、超人オリンピックの王座をかけて戦ったライバル同士で親友でもある。事あるごとにエキシビジョンマッチを行って対戦するが、技やファイトスタイルが古いために若い観客には不評であった。
アニメ『キン肉マン』では、委員長の博多弁に対抗して真弓役の岸野一彦による大阪弁混じりのアドリブが採用され、真弓の代表的なセリフになっている。
名前の由来は真弓明信。アニメでは野球観戦にて応援する場面もある。
作者ゆでたまごはインタビューにて、キン肉マンが活躍する以前の「真弓編」を描きたいと語ったことがある。

## 『キン肉マン』でのキン肉真弓

### 超人レスラー時代
超人レスラーとして活躍していた真弓は超人オリンピック第9・10回大会を連覇。第11回大会にも出場したが、決勝戦にて当時3歳年上のハラボテ・マッスルに敗れる。キン肉族の中では筋肉がつきにくい体質でフェイスフラッシュも使えない。そのため、アイアンクローといった地味な正統技が多い。

### 大王時代
時が流れ、大王の座に着いた真弓は長男アタルを立派な世継ぎにするためスパルタ教育を施すが、厳しさに耐えかねたアタルは家出してしまう。その後に授かった次男スグル（キン肉マン）を甘やかして育てる。
ある日、妻の小百合と幼いキン肉マンを連れて出かけた宇宙旅行の最中、キン肉マンを忍び込んでいたブタと間違えて、地球へ投げ捨てる。なお、当時のキン肉マンは赤ん坊だったり小学生くらいだったりと設定がバラバラである。
その後、ブタ（本名イクエ）がキング・トーンと名乗り、格闘技宇宙一チャンピオンに優勝しキン肉星を支配。真弓は王位を剥奪される。ミートにキン肉マンを連れてこさせ、キング・トーン打倒を命じるが、キン肉マンは何の見せ場もなく敗れる。しかし、キング・トーンことイクエを長年探しまわっていたトンカツ屋の主人に追い回される形でキング・トーンがキン肉星から逃亡したため、そのどさくさにまぎれてベルトを奪い取り、大王に復帰する。
この後に養子シゲルを貰い、ミートにキン肉マンを地球へ送還させるが、地球には度々顔を見せるようになる。

### 息子との交流
超人オリンピック編では、キン肉マンを日本代表として超人オリンピックに出場させるようハラボテ委員長に直談判、ロビンマスクの協力もあり出場できることとなった。予選では競技の説明や審査員の役割を担うが、度々キン肉マンに肩入れしていたため、委員長に怒鳴られている。決勝直前では、スペシャルイベントとして委員長とエキシビジョンマッチを繰り広げるが、力比べと関節技中心の地味な内容のため、観客から不評であった。
超人オリンピック ザ・ビッグファイト編では、予選競技「恐怖の火炎地獄・50m力泳」の対策として「キン肉泳法」（バタ足）を伝授、決勝戦の直前にはウォーズマンに扮してスパーリングパートナーを務めた。さらにキン肉マンとウォーズマンの試合中、キン肉族に代々伝わる「肉のカーテン」を教えた。
黄金のマスク編では、他の正義超人たちと同様、悪魔六騎士にパワーを奪われる。銀のマスクが出現させた生命維持装置の中に入り、キン肉マンの試合を見届ける。プラネットマン戦では人面プラネットにより人質状態にされるが、プラネットマンの死によりパワーを吸収し、復活。後に、黄金のマスクと銀のマスクの由来をキン肉マンたちに伝えた。
夢の超人タッグ編では、試合放棄の勧告を2000万パワーズに反発されるキン肉マンに対し、彼らの心中と意地を理解した上で救うように諭した。

### 王位継承
キン肉星王位争奪編では、多大な功績を残してきたキン肉マンに王位を継がせる決心をするが、これに反対した邪悪の神々がキン肉マンと同じ日に生まれた「運命の5王子」を推薦、「キン肉星王位争奪サバイバル・マッチ」が行われることになる。真弓たちは中立の立場として、大阪城内に拘束された。2回戦より超人預言書を取り出し、記述を読解しつつキン肉マンチームの奮闘、キン肉マンソルジャーこと長男アタル率いる超人血盟軍の出現・敗退・消滅を手を出せないまま見守る。決勝戦では偽の王子の正体を暴くべく、ミートをキン肉星第8超人病院へ送り、運命の王子たちの心臓のレントゲン写真を取って来させるが知性チームに捕まり、超人預言書を奪われる。
最後は自分たちの手で拘束から脱出し、キン肉マンの王位継承を見届ける。

### 完璧超人始祖編
鳥取砂丘でのピラミッドリングの対戦が全て終了した後、モニターに現れてキン肉大神殿から黄金のマスクが姿を消したことを伝えた。そして、甲子園球場でキン肉マンとネメシスの対戦が行われる中、ハラボテ委員長と共に姿を現し、ネメシスの正体が叔父のキン肉サダハルであることや、幼い頃の自分とハラボテがキン肉族の禁踏地に好奇心から入り込んだ際に牢屋の中にいたサダハルと出会い、慈悲と寛容の心を教わって感動したことを語った。その直後に、サダハルから肉のカーテンに隠された忌まわしき真実を指摘され、キン肉マンにも語らざるをえなくなり、再開した試合の中でサダハルも救わなければならない同胞の一人と叫ぶ。ハラボテと共に勝負を見届けた後、三大奥義マッスル・スパークを「究極のみねうち」と称し、相互理解への道につながるものと語った。

### オメガ・ケンタウリの六鎗客編
キン肉星のマッスルガム宮殿でテリーマンたちに、先の戦いでの功績を称えるための叙勲式を行っていたが、大魔王サタンの張った結界に閉じ込められる。しかし、終盤で関ヶ原の浮遊立方体リングでジャスティスマンが実体化したサタンを粉々に砕いて勝利したことで、結界は解除された。

### 主要対戦成績
- ×ハラボテ・マッスル（アトミック・ドロップ）
- △ハラボテ・マッスル（時間切れ引き分け）
- -ハラボテ・マッスル（ウォーズマン登場により中断）

## 『キン肉マンII世』でのキン肉真弓
キン肉万太郎の祖父として登場。真弓先帝と呼ばれる。妻の小百合には、既に先立たれている。年齢も100歳に達し老いさらばえているが、キン肉族の持つ火事場のクソ力は健在である。火事場のクソ力修練編では自身の持つ火事場のクソ力を発動させ、魂のランタンを激しく燃え上がらせた。
万太郎の回想によると、試合において相手を殺めたことは一度も無いという（これは、真弓よりもさらに昔の先祖にも共通している）。

### 究極の超人タッグ編
時間超人とほぼ同時に突如現れた、未来の孫である万太郎とその仲間の新世代超人を疑問視する。
究極の超人タッグ戦では当初、Bブロック川崎球場の司会やレフェリーを務めていた。それ以外では、委員長と共にジャクリーンと凛子に度々セクハラをする。真弓に胸を揉まれた凛子は、「マンタ・真弓の一族は、よくこんなにスケベな家系に育ったもんだ」と発言した。
2回戦終了後、キン肉マンがサタンの黒後家蜘蛛の呪いにかかる。巨大な砂時計が出現した際、呪いを解くため最初に抱擁（ハグ）したが、逆に砂時計の砂を急速に落とさせることになり、ミートに止められる。
準決勝開始前では、新星ヘル・イクスパンションズのネプチューンマンに扮して、ザ・マシンガンズのスパーリングパートナーを務めていた。準決勝の第1試合にて、万太郎を自身の孫と認めた。準決勝後、万太郎に時間超人に対抗する技として、キン肉王族三大奥義を伝承する。過去にキン肉族三大奥義の一つであるマッスル・スパークに挑戦したが、身体への負担と技の意味が理解できないことから失敗していると語られている。
作中ではキン肉族の戦闘スタイルを披露したことはないが、究極の超人タッグ編第25巻の中表紙で白・黒ベースのキン肉族戦闘スタイルを纏った姿が描かれた。

## 得意技
アイアン・クロー
フリッツ・フォン・エリック直伝とされる技。指の力で相手の顔を締める。
かつてはこの技で客席が沸いたが、超人オリンピックのエキシビジョンマッチでは観客に「手の動きに頭がついていっているだけ」と酷評された。
真弓は「修行を重ね、近所に住んでいるサルが笑ったときに始めて習得できる技」とコメントしている。単純な技のため分解図は省略されていた。
キン肉フラッシュ
両腕を交差して放つ光線技。キン肉マンが得意とするが、真弓も使用できる。
肉のカーテン
真弓の父・タツノリが考案したキン肉一族に伝わる防御法。作中では、キン肉マンに伝授する際の模範として使用した。

## プロフィール
- 種別 - 正義超人
- 出身 - キン肉星
- 身長体重 - 217cm 154kg[8] / 193cm 115kg[9]
- 年齢 - 『II世』初登場時100歳[10]、火事場のクソ力チャレンジ編時101歳[11]
- 超人強度 - 65万パワー[8]
- 家族 - 父 キン肉タツノリ 妻 キン肉小百合 息子 キン肉アタル、キン肉スグル 孫 キン肉万太郎

### 個人タイトル歴
- 第9回超人オリンピック優勝[6]
- 第10回超人オリンピック優勝[6]
- 第11回超人オリンピック準優勝[6]
- 格闘技宇宙一チャンピオン

### 主な肩書き
- 第57代キン肉星大王

### 異名
- 阪神の真弓（自称）[12]
- 角刈りの星一徹（自称）[13]
- 二枚刈りの星一徹（自称）[14]

## 声優
岸野一彦
- テレビアニメ『キン肉マン』
- パチスロキン肉マン

佐藤正治
- テレビアニメ『キン肉マン キン肉星王位争奪編』

塩屋浩三
- テレビアニメ『キン肉マンII世』
- ゲーム『キン肉マン マッスルグランプリMAX』

神谷明
- テレビアニメ『キン肉マン 完璧超人始祖編』

## テーマソング
栄光の大王
歌 - さとまさのり / セリフ - 岸野一彦（大王） / 作詞 - 山崎晴哉 / 作曲・編曲 - 風戸慎介

## コンピュータゲーム
『キン肉マン ジェネレーションズ』『キン肉マン マッスルジェネレーションズ』では、タッグチームを組むキャラクターによっては特定のチーム名が付けられる。また2Pカラーとしてウォーズマンに扮したコスチュームで現れる。
- 昔とったきねづかコンビ - 委員長
- チーム親子丼 - キン肉マン、キン肉万太郎
- 25年ぶりのチーム親子丼 - キン肉マンソルジャー（キン肉アタル）

昔とったきねづかコンビ以外はゲームオリジナルの名称である。